# Manzanares (Kolumbien)
Manzanares ist eine Gemeinde (municipio) im Departamento Caldas in der Kaffeeanbauregion Kolumbiens.

## Geographie
Manzanares liegt im Osten von Caldas in der Subregion Alto Oriente, 117 km nordöstlich von Manizales, auf einer Höhe von 1871 m ü. NN an der Ostseite der Zentralkordillere. An die Gemeinde grenzen im Norden Pensilvania, im Osten Marquetalia, im Süden Fresno in Tolima und im Westen Marulanda.

## Bevölkerung
Die Gemeinde Manzanares hat 22.623 Einwohner, von denen 10.099 im städtischen Teil (cabecera municipal) der Gemeinde leben (Stand: 2019).

## Geschichte
Das Gebiet von Manzanares war ursprünglich von den indigenen Völker der Pantágoras und Marquetones bevölkert, die im 16. Jahrhundert unter der Befehlshoheit von Gonzalo Jiménez de Quesada unterworfen wurden. Im Jahre 1867 war der Ort kurzzeitig Hauptstadt des benachbarten Tolima.

## Wirtschaft
Die wichtigsten Wirtschaftszweige sind die Rinderproduktion und der Kaffeeanbau, daneben gibt es auch die Produktion von Zuckerrohr und Kochbananen.
Die Sehenswürdigkeit der Stadt ist die Antoniusbasilika.

## Politik
Im Jahr 2000 wurde eine Städtepartnerschaft mit Mérida in  Yucatán, Mexiko geschlossen.

## Persönlichkeiten
- Humberto de La Calle (* 1946), Politiker